# لی-هاتفیلد (پنسیلوانیا)
لی-هاتفیلد (به انگلیسی: Leith-Hatfield) یک منطقهٔ مسکونی در ایالات متحده آمریکا است که در پنسیلوانیا واقع شده‌است. لی-هاتفیلد ۲٬۵۴۶ نفر جمعیت دارد.